# Стіллмен-Веллі (Іллінойс)
Стіллмен-Веллі (англ. Stillman Valley) — селище (англ. village) в США, в окрузі Оґл штату Іллінойс. Населення — 1075 осіб (2020).

## Географія
Стіллмен-Веллі розташований за координатами 42°6′15″ пн. ш. 89°10′48″ зх. д. / 42.10417° пн. ш. 89.18000° зх. д. (42.104110, -89.179978).  За даними Бюро перепису населення США в 2010 році селище мало площу 1,41 км², уся площа — суходіл.

## Демографія
Згідно з переписом 2010 року, у селищі мешкало 1120 осіб у 430 домогосподарствах у складі 314 родин. Густота населення становила 797 осіб/км².  Було 447 помешкань (318/км²).
Расовий склад населення:
| - 96,4 % — білих - 0,4 % — азіатів - 0,2 % — чорних або афроамериканців - 2,4 % — осіб інших рас |

До двох чи більше рас належало 0,5 %. Частка іспаномовних становила 3,7 % від усіх жителів.
За віковим діапазоном населення розподілялося таким чином: 28,1 % — особи молодші 18 років, 60,1 % — особи у віці 18—64 років, 11,8 % — особи у віці 65 років та старші. Медіана віку мешканця становила 35,6 року. На 100 осіб жіночої статі у селищі припадало 92,8 чоловіків;  на 100 жінок у віці від 18 років та старших — 87,6 чоловіків також старших 18 років.
Середній дохід на одне домашнє господарство  становив 72 960 доларів США (медіана — 58 056), а середній дохід на одну сім'ю — 86 388 доларів (медіана — 73 929). Медіана доходів становила 61 765 доларів для чоловіків та 29 405 доларів для жінок. За межею бідності перебувало 9,0 % осіб, у тому числі 15,4 % дітей у віці до 18 років та 9,9 % осіб у віці 65 років та старших.
Цивільне працевлаштоване населення становило 562 особи. Основні галузі зайнятості: освіта, охорона здоров'я та соціальна допомога — 34,0 %, виробництво — 14,9 %, транспорт — 10,1 %, будівництво — 9,3 %.